# Восточное сельское поселение (Ленинградский район)
Восточное сельское поселение — муниципальное образование в составе Ленинградского района Краснодарского края России.
В рамках административно-территориального устройства Краснодарского края ему соответствует Восточный сельский округ.
Административный центр — посёлок Бичевый.

## Население
| 2010  | 2012  | 2013  | 2014  | 2015  | 2016  | 2017  |
| ----- | ----- | ----- | ----- | ----- | ----- | ----- |
| 1900  | ↘1878 | ↗1880 | ↘1865 | ↗1867 | ↗1897 | ↗1911 |
| 2018  | 2019  | 2020  | 2021  | 2023  |       |       |
| ↗1921 | ↘1910 | ↘1903 | ↘1298 | ↘1267 |       |       |

## Населённые пункты
В состав сельского поселения (сельского округа) входят 5 населённых пунктов:
| № | Населённый пункт | Тип населённого пункта | Население (чел.) |
| - | ---------------- | ---------------------- | ---------------- |
| 1 | Бичевый          | посёлок                | ↘1292            |
| 2 | Бурдатский       | посёлок                | ↗88              |
| 3 | Смелый           | посёлок                | ↘49              |
| 4 | Трудовой         | посёлок                | ↗299             |
| 5 | Утро             | посёлок                | ↗172             |